# دوز مؤثر (داروشناسی)
در داروشناسی، دوز مؤثر (ED) یا غلظت مؤثر (EC)، دوز یا غلظتی از دارو است که پاسخ زیستی ایجاد می کند. عبارت "دوز مؤثر" را هنگامی به کار می برند که اندازه گیری ها به صورت in vivo صورت می‌پذیرند، در حالی که عبارت "غلظت مؤثر" را هنگام اندازه گیری in vitro به کار برده می شود.
گفته شده که هر ماده‌ در دوز به اندازه کافی بالا می تواند سمی باشد. این مفهوم در ۲۰۰۷ با یک مثال روشن شد: هنگامی که یک زن کالیفورنیایی براثر مسمومیت آبی در یک مسابقه دارای مجوز در یک ایستگاه رادیویی مرد. مرز بین اثربخشی و سمی بودن به هر بیمار خاص وابسته است، گرچه که دوز ارائه شده توسط پزشک، باید در محدوده پنجره‌ی درمانی از پیش تعیین شده‌ی دارو قرار داشته باشد.
نمی‌توان در مورد اهمیت تعیین دامنه درمانی دارو اغراق کرد. این دامنه بین دوز مؤثر کمینه (MED) تا دوز تحمل‌شده بیشینه (MTD) قرار دارد. MED به صورت پایین ترین سطح محصول دارویی تعریف می شود که از نظر متوسط اثر، پاسخ قابل توجه بالینی را ارائه نموده و از نظر آماری نیز بر پاسخ ارائه‌شده توسط دارونما تفوق دارد. به‌طور مشابه، MTD بالاترین دوز ممکن را دارد که در عین حال با توجه به محدوده سمیت بالینی مشخص شده، هنوز قابل تحمل باشد. در کل، این حدود براساس میانگین جمعیت بیماران تعیین شده اند. در مواردی که تفاوت زیادی بین MED و MTD وجود داشته باشد، گفته می شود که دارو دارای پنجره درمانی بزرگیست. برعکس، اگر دامنه مذکور نسبتاً کوچک باشد، یا اگر MTD کمتر از MED باشد، آنگاه محصول دارویی مورد نظر هیچ ارزش عملی نخواهد داشت.

## همچنین ببینید
- فهرست اختصارات مورد استفاده در نسخه‌های پزشکی
- متوسط دوز کشنده